# Vírus da mixomatose
O Vírus da mixomatose, causador da mixomatose, é um vírus da família dos Poxvirus que afeta principalmente coelhos e chegou até mesmo a ser usado como controle de pragas na Austrália.